# Vertigo parvula
Vertigo parvula är en snäckart som beskrevs av Sterki 1890. Vertigo parvula ingår i släktet Vertigo och familjen puppsnäckor. Inga underarter finns listade i Catalogue of Life.